# Округ Џонсон (Ајова)
Округ Џонсон (енгл. Johnson County) је округ у америчкој савезној држави Ајова.

## Демографија
По попису из 2010. године број становника је 130.882, што је 19.876 (17,9%) становника више него 2000. године.
| Група             | 2000.          | 2010.           |
| Белци             | 98.619 (88,8%) | 108.767 (83,1%) |
| Афроамериканци    | 3.223 (2,9%)   | 6.305 (4,8%)    |
| Азијати           | 4.578 (4,1%)   | 6.819 (5,2%)    |
| Хиспаноамериканци | 2.781 (2,5%)   | 6.200 (4,7%)    |
| Укупно            | 111.006        | 130.882         |